# チュルカ級駆逐艦
チュルカ級 (スペイン語: Clase Churruca) はスペイン海軍の駆逐艦の艦級。イギリス海軍のスコット級（アドミラルティ型）嚮導駆逐艦の改良型である。建造中にスペイン内戦が勃発し、停泊している港や建造している造船所が共和国軍と人民戦線軍の双方に占領されたため、同クラス艦が敵味方に分かれて戦った稀有な戦役を持つ。16隻が建造され、2隻はアルゼンチンに売却された。

## 運用
全艦がカルタヘナ海軍工廠で建造された。本級の建造は1915年2月17日に海軍大臣アウグスト・ミランダ・イ・ゴドイによって認可された。計画では軽巡洋艦4隻、駆逐艦6隻、潜水艦28隻、砲艦3隻、沿岸警備艇18隻が建造される予定で、実際には軽巡洋艦5隻、3隻のアルゼード級駆逐艦、14隻のチュルカ級駆逐艦、16隻の潜水艦、3隻の砲艦が建造された。
後期建造艦の数隻はスペイン内戦中の武器禁輸により中央部の砲を搭載しないまま竣工した。
初期の3隻（チュルカ、アルカラ・ガリアノ、サンチェス・バルカイステゥギィ）は1925年5月から1926年6月にかけて進水した。プラス・ウルトラがアルゼンチンへの飛行を行った際に、「メンデス・ヌエス」と「アルゼイド」が同行したが、これらの艦艇は1926年2月7日にブエノスアイレスに到着した。アルゼンチン海軍は「アルゼイド」の購入に興味を示し、スペイン政府は1927年5月25日に艦艇の売却を決定した。アルゼンチンは結局「チュルカ」と「アルカラ・ガリアノ」を購入し、両艦は「セルバンテス (Cervantes)」、「フアン・デ・ガライ (Juan de Garay)」と改名された。
「チュルカ」は1928年、「アルカラ・ガリアノ」は1933年に進水した。他の4隻を加えて、もう7隻が1935年から37年にかけて進水した。

### スペイン内戦
スペイン内戦初期に本級は政府側で運用され、ジブラルタル海峡封鎖に参加した。何隻かは戦闘に参加し、「アルミランテ・フェランデス」と「グラヴィナ」はエスパーテル岬沖海戦に参加、「アルミランテ・フェランデス」は重巡洋艦「カナリアス」によって撃沈された。「レパント」、「アルミランテ・ヴァルデス」、「アルミランテ・アンティキオラ」、「グラヴィナ」、「ホルヘ・ユアン」、「エスカノ」はパロス岬沖海戦に参加し、「レパント」は反乱軍側の重巡洋艦「バレアレス」を魚雷により撃沈した。「シスカル」はヒホン湾において航空攻撃によって沈められたが、反乱軍によって再浮揚され、内戦終盤に使用された。
本級はイギリス海軍の駆逐艦に艦容が酷似していたため、ジブラルタル海峡の封鎖突破への使用が試みられた。「ホセ・ルイス・ディエス」はイギリス駆逐艦「グレンヴィル」のペナント・ナンバーが船体に描かれて行動したが、「カナリアス」や他の艦によって迎撃され、ジブラルタルで自ら座礁した。
スペイン内戦が終了すると、本級はフランコ政権によって運用された。

## 同型艦
| 艦名                                                  | 就役   | 退役   | その後 | 備考                                                              |
| ----------------------------------------------------- | ------ | ------ | ------ | ----------------------------------------------------------------- |
| チュルカ (Churruca)                                   | 1927年 | 1927年 | 売却   | アルゼンチンに売却、セルバンテス (ARA Cervantes) に改名           |
| アルカラ・ガリアノ (Alcalá Galiano)                   | 1927年 | 1927年 | 売却   | アルゼンチンに売却、フアン・デ・ガライ (ARA Juan de Garay) に改名 |
| サンチェス・バルカイステゥギィ (Sanchez Barcaiztegui) | 1928年 | 1964年 | 老朽化 | スクラップ                                                        |
| ホセ・ルイス・ディエス (Jose Luis Diez)               | 1929年 | 1965年 | 老朽化 | スクラップ                                                        |
| アルミランテ・フェランデス (Almirante Ferrandiz)      | 1929年 | 1936年 | 沈没   | カナリアスの攻撃による                                            |
| レパント (Lepanto)                                    | 1930年 | 1957年 | 老朽化 | スクラップ                                                        |
| チュルカ (Churruca)                                   | 1931年 | 1957年 | 老朽化 | スクラップ                                                        |
| アルカラ・ガリアノ (Alcalá Galiano)                   | 1931年 | 1963年 | 老朽化 | スクラップ                                                        |
| アルミランテ・ヴァルデス (Almirante Valdes)           | 1933年 | 1957年 | 老朽化 | スクラップ                                                        |
| アルミランテ・アンティキオラ (Almirante Antequera)    | 1935年 | 1965年 | 老朽化 | スクラップ                                                        |
| アルミランテ・ミランダ (Almirante Miranda)            | 1936年 | 1970年 | 老朽化 | スクラップ                                                        |
| シスカル (Ciscar)                                     | 1936年 | 1957年 | 座礁   |                                                                   |
| エスカノ (Escano)                                     | 1936年 | 1963年 | 老朽化 | スクラップ                                                        |
| グラヴィナ (Gravina)                                  | 1936年 | 1963年 | 老朽化 | スクラップ                                                        |
| ホルヘ・ユアン (Jorge Juan)                           | 1937年 | 1959年 | 老朽化 | スクラップ                                                        |
| ウリョア (Ulloa)                                      | 1937年 | 1963年 | 老朽化 | スクラップ                                                        |